# Skråbjörkö
Skråbjörkö en ö i Geta kommun på Åland. Ön omges helt av Hammarlands kommun, avståndet till övriga Geta är 600 meter.

## Geografi
Skråbjörkös area är 1,61 kvadratkilometer och dess största längd är 2,1 kilometer i sydväst-nordöstlig riktning.
Skråbjörkö har Finbofjärden i väster, Torsholma i nordväst, Andersöfjärden i nordost , Västerfjärden i väster och vidare Skarpnåtö på fasta Åland, i söder finns Skråbjörköfjärden.